# Diadeem

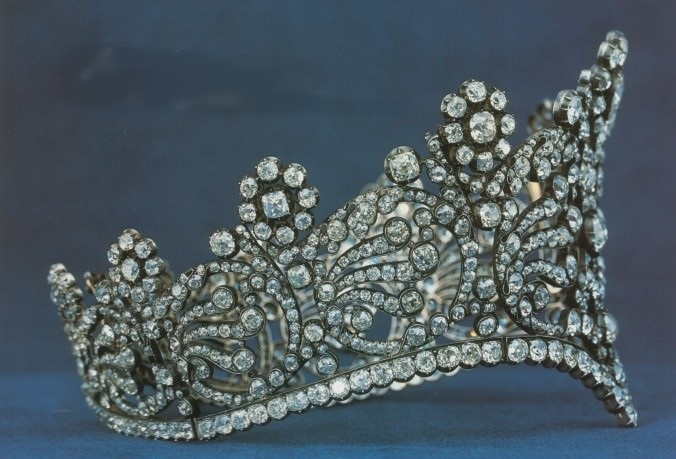
Kroningsdiadeem van keizerin Joséphine de Beauharnais

Een diadeem (Oudgrieks: διάδημα) is in oorsprong een band uit stof of metaal als teken van de koninklijke waardigheid in Hellas, maar ook in Perzië en het oude Egypte. Het werd overgenomen door de grote leiders van het Romeinse Rijk. In andere culturen diende het ook als teken van rijkdom of waardigheid. Soms werd een diadeem voorzien van diamanten, zoals ze heden ten dage nog vaak voorkomt.
Uit het diadeem ontstonden de beugelkroon, een veelgebruikt model voor een koningskroon en de adellijke rangkronen uit de heraldiek.
Daarnaast worden ook nu nog diademen gedragen door dames. De termen diadeem en tiara worden in de praktijk door elkaar gebruikt. Het dragen van tiara's of diademen is gebruikelijk bij gala-gelegenheden waar het kledingsvoorschrift 'white tie' geldt.